# Mačica
Mačica je klasu podobno viseče socvetje z enospolnimi cvetovi, ki ga razvijejo nekatera listopadna drevesa.

## Galerija
- navadna leska
 (Corylus avellana)
- vrba
(Salix)
- navadna breza
(Betula pendula)